# Divisão Naval de Montevidéu
A Divisão Naval de Montevidéu, ou Divisão Naval do Rio da Prata, foi uma divisão naval brasileira baseada no Porto de Montevidéu e que operou no Uruguai de 1851 a 1878.
Ela foi criada em conformidade com o artigo 4.º do Tratado de Aliança entre o Império do Brasil e a República Oriental do Uruguai, cujo objetivo era fornecer assistência militar para garantir a estabilidade política após a Guerra Civil Uruguaia.
O texto do tratado declarava que a finalidade era proteger a independência do Uruguai, pacificar seu território e expulsar as forças de Oribe. Urquiza ficaria responsável pelo comando das tropas argentinas, enquanto Eugenio Garzón lideraria os colorados uruguaios, ambos recebendo apoio financeiro e militar do Império do Brasil.
O governo de Montevidéu recompensou o suporte militar e financeiro do Brasil nas etapas finais da guerra assinando, em 1851, cinco tratados que estabeleceram uma aliança perpétua entre os dois países.

## Origens
Com a independência do Paraguai e do Uruguai garantida, o Brasil também frustrou a planejada invasão argentina do Rio Grande do Sul. Em apenas três anos, o país havia acabado com qualquer chance de se recriar um estado que reunisse os territórios do antigo Vice-Reinado do Rio da Prata – ambição que muitos argentinos nutriam desde sua própria independência.
O exército e a marinha brasileiros realizaram um feito que nem mesmo o Reino Unido e a França, as maiores potências da época, haviam conseguido em suas intervenções na região.  Esse sucesso marcou uma virada na história da América do Sul, estabelecendo a hegemonia brasileira na região do Prata.[carece de fontes?] Elementos da divisão participaram da Batalha Naval do Riachuelo em 11 de junho de 1865, durante a Guerra do Paraguai.
A partir da década de 1870, com a estabilização da situação política e o fim das ameaças territoriais na bacia do Prata, o Uruguai deixou de ser uma preocupação política para o Brasil. Ao mesmo tempo, a região perdeu relevância econômica para o país, que via sua fronteira agrícola interna se expandir e sua indústria nacional, impulsionada pela guerra, prosperar. A Divisão Naval foi então desmantelada em 1876.[carece de fontes?]

## Navios
Em 1869, a Divisão Naval de Montevidéo era composta por:
| Fragata                    |
| -------------------------- |
| Amazonas (Capitânia)       |
| Corvetas                   |
| Vital de Oliveira Beberibe |
| Patacho                    |
| Iguassú                    |